# Lucas Angioni
Lucas Angioni (Campinas, 1972) é um Professor livre-docente da Universidade Estadual de Campinas reconhecido internacionalmente por suas pesquisas sobre Aristóteles.

## Carreira
Lucas Angioni é doutor pela Universidade Estadual de Campinas (Unicamp), onde exerce funções docentes desde 1998. Participou de estágios de pesquisa em Oxford, Stanford e Berkeley. Sua área de atuação é na filosofia antiga (especialmente Platão e Aristóteles), e concentra-se nos temas da teoria da explicação científica de Aristóteles, a metafísica de Aristóteles e Platão; A ética de Aristóteles.

### Prêmios
- Prêmio Zeferino Vaz (prêmio acadêmico por produtividade e atividade docente), Universidade de Campinas, 2012.- Mérito Científico como orientador de Iniciação Científica (I.C.) no 'XXVIII Congresso de Iniciação Científica em Nível de Graduação' da Universidade Estadual de Campinas, 2020.[4]
- Concurso Fausto Castilho de Monografias, Universidade Estadual de Campinas: Orientador da Melhor Monografia de Graduação , por Davi Heckert Cesar Bastos, 2020.
- Prêmio ANPOF de Dissertações e Teses 2006-2007: Menção Honrosa ('Menção Honrosa') como orientador de doutorado da Dissertação de Mestrado de Carlos Alexandre Terra (2007).
- Prêmio CAPES de Teses 2018: Menção Honrosa como orientador de doutorado da tese de Breno Zuppolini, “Bases ontológicos da Filosofia da Ciência de Aristóteles” (2017).

## Obra
- Aristóteles, Física I-II. (Comentário em português da Física I e II de Aristóteles em Português), Campinas: Editora da Unicamp, 2009, ISBN 978-85-268-0851-5.
- As noções aristotélicas de substância e essência, Campinas: Editora da Unicamp, 2008, ISBN 978-85-268-0816.
- Introdução à Teoria da Predicação em Aristóteles, Campinas: Editora da Unicamp, 2006, ISBN 85-268-0716-1.